# Obelisk (Buenos Aires)
Obelisk v Buenos Aires (španělsky: Obelisco de Buenos Aires) je vysoký, štíhlý a čtyřboký pilíř, stojící uprostřed náměstí republiky Plaza de la República. Představuje národní historickou památku a jeden ze symbolů argentinské metropole Buenos Aires. Obkružuje jej objezd tvořící křižovatku tříd 9. července a Corrientes. Architektonický návrh zpracoval modernistický architekt a pozdější starosta Alberto Prebisch. Vztyčení obelisku se uskutečnilo v květnu 1936 při čtyřstém výročí prvního založení města.

## Historie
Stavba obelisku začala 20. března 1936 a skončila 23. května téhož roku. Architektem se stal argentinský modernista Alberto Prebisch, který na třídě Corrientes rovněž navrhl divadlo Teatro Gran Rex. Stavba obelisku si vyžádala náklady 200 tisíc pesos, 680 m3 betonu a pokrytí plochy 1 360 m2 bílým kamenem z córdobské olaenské pampy.
Obelisk postavila německá společnost G.E.O.P.E. – Siemens Bauunion – Grün & Bilfinger, která za pomoci 157 pracovníků stavbu dokončila v rekordním čase 31 dní. Použit byl rychle tvrdnoucí cement Incor. Výška pilíře činí 67,5 m. Z toho 63 m představuje vzdálenost od základny do začátku jehlanového vrcholu. Šířka stěn čtvercového průřezu činí 3,5 × 3,5 m. Horní hrot měří 40 cm a zakončuje ho hromosvod, který není ze země vidět. Jediný vchod se nachází na západní straně. Na vrcholu jsou čtyři okna přístupná vnitřním schodištěm o 206 schodech, s předěly po 6–8 metrech.
Na místě obelisku stál dříve kostel zasvěcený svatému Mikuláši, jenž byl zbořen. Na vrcholu kostela byla 23. srpna 1812 poprvé oficiálně vztyčena argentinská vlajka. Tuto skutečnost připomíná nápis na severní stěně památníku. Obelisk se opakovaně stal terčem vandalismu, zejména politicky orientovaných graffiti. Po vniknutí aktivistů do útrob a rozlití barvy na stěny pilíře, rozhodla v roce 1987 městská rada o stavbě plotu kolem základny. To vyvolalo kontroverzní reakce. Obelisk hostil zahajovací ceremoniál Letních olympijských her mládeže 2018.

## Galerie

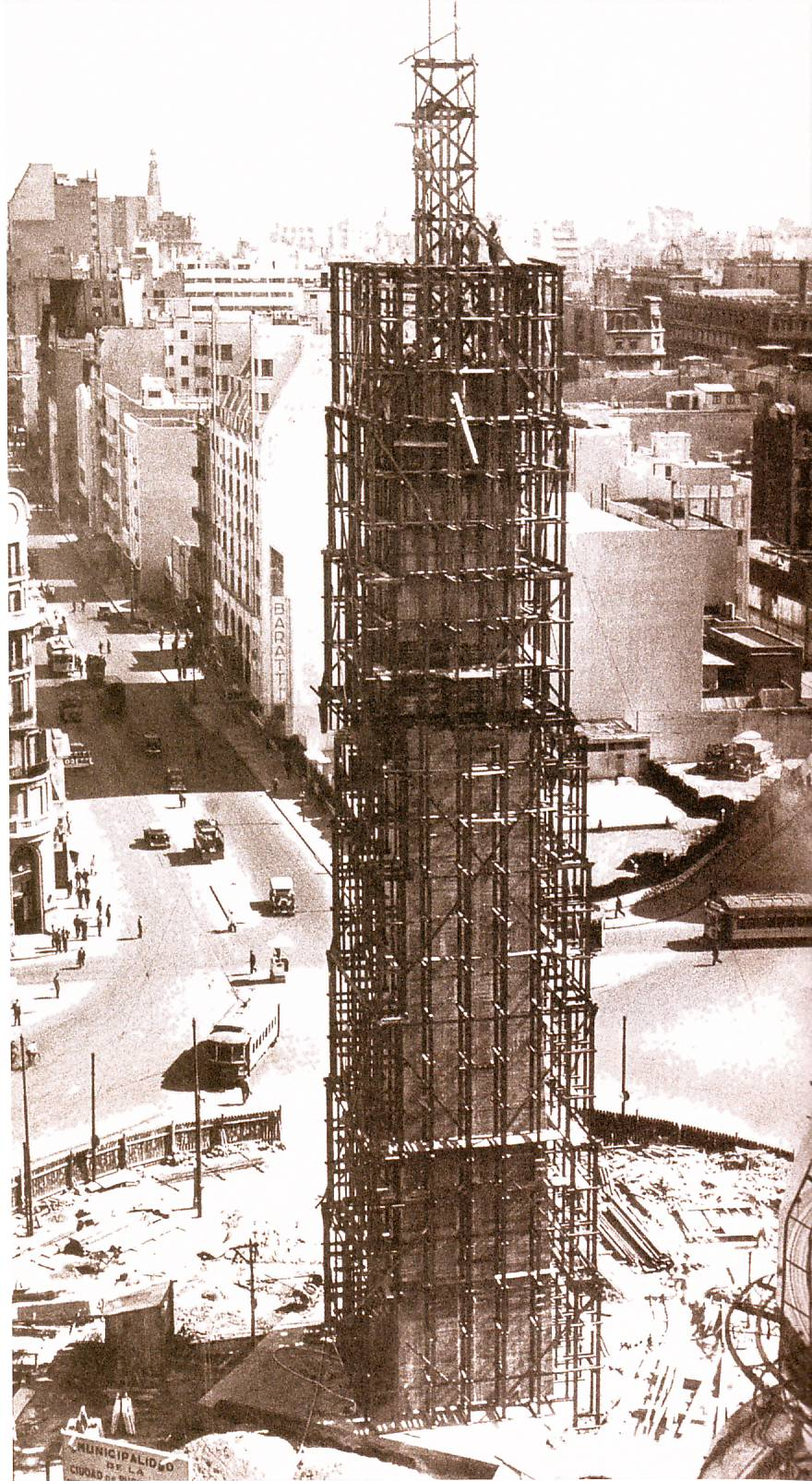
Výstavba, 1936
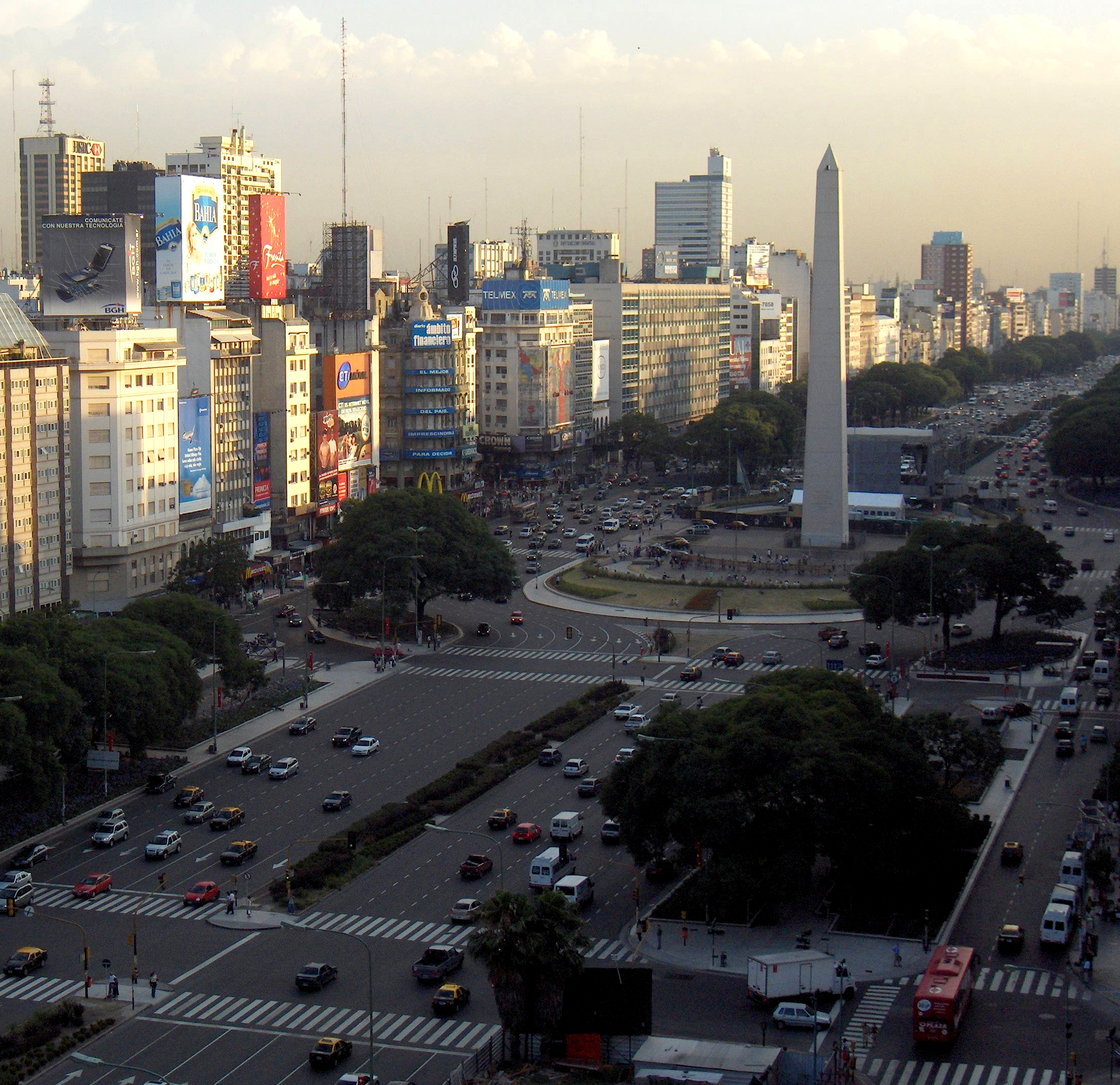
Náměstí republiky
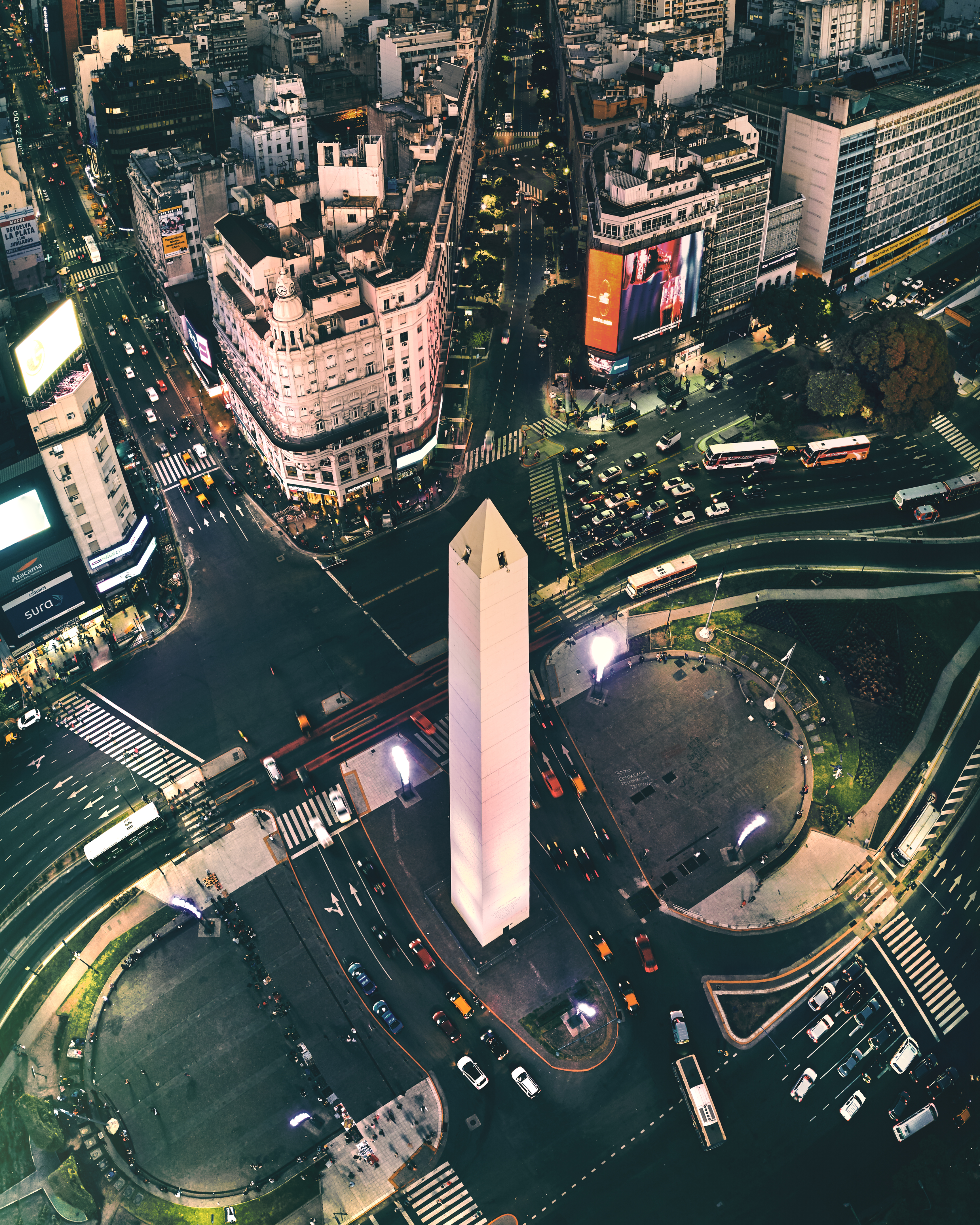
Letecký snímek, 2018